# Gniewce
Gniewce – wieś w Polsce położona w województwie świętokrzyskim, w powiecie kieleckim, w gminie Piekoszów.
W latach 1975–1998 miejscowość administracyjnie należała do województwa kieleckiego.